# Aerocaribbean
Aerocaribbean (Empresa Aerocaribbean SA) war eine staatliche Fluggesellschaft Kubas mit Sitz in Havanna und Basis auf dem Aeropuerto Internacional José Martí. In der zweiten Jahreshälfte 2015 fusionierte Aerocaribbean mit der Cubana und wurde aufgelöst.

## Geschichte

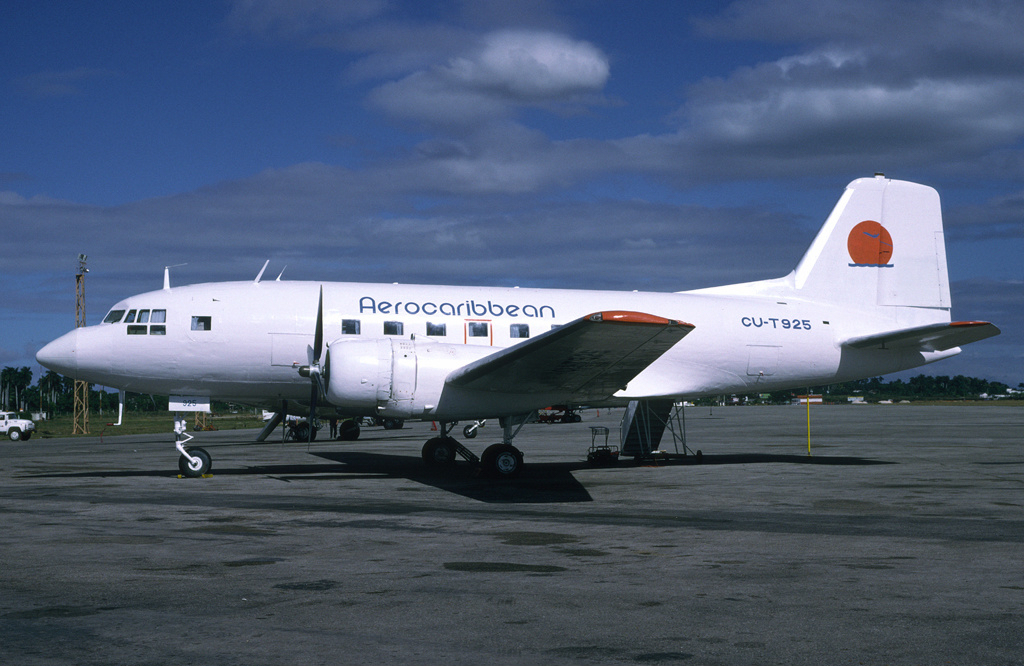
Eine Ilyushin Il-14M 1995 in Havanna

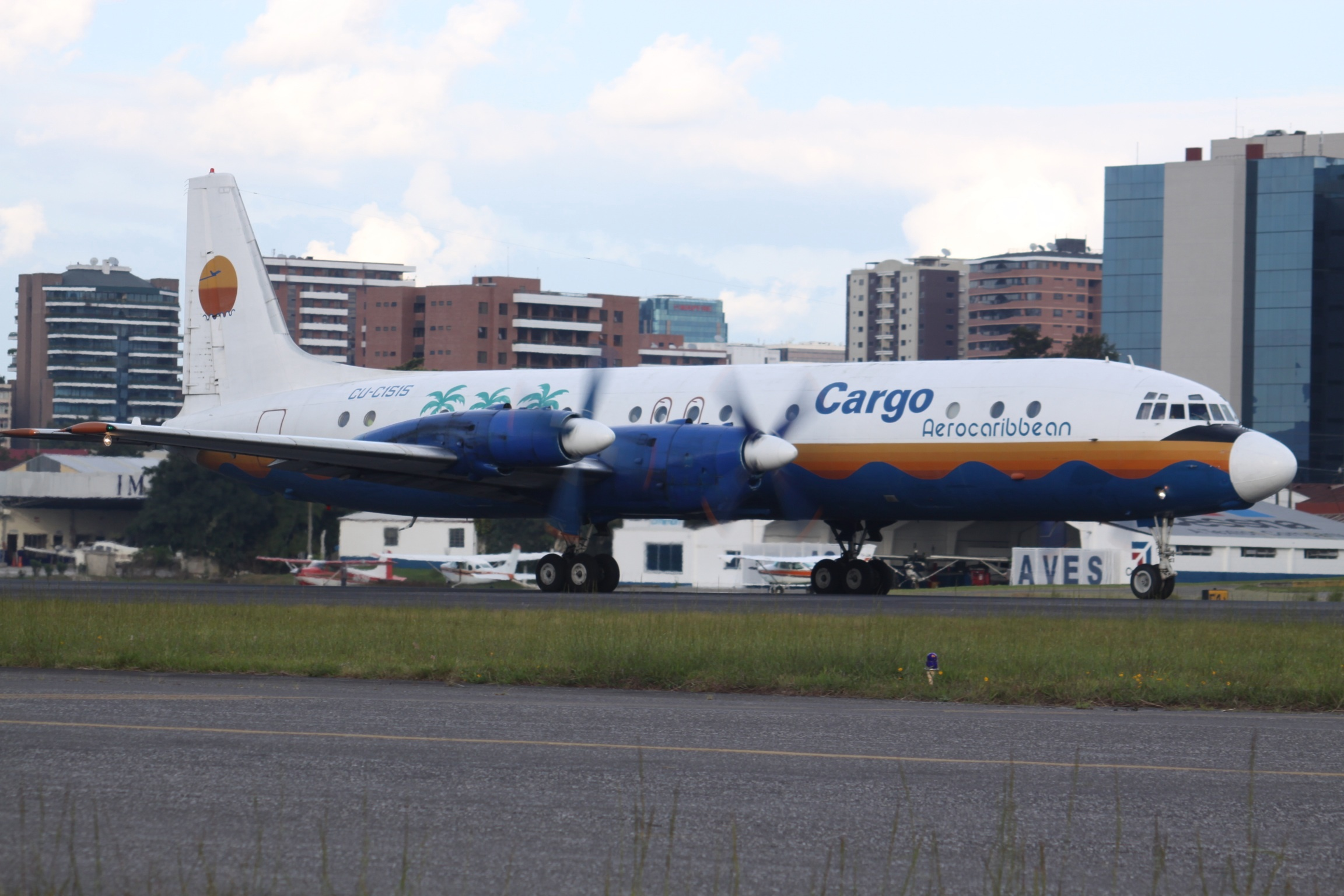
Iljuschin Il-18 der Aerocaribbean 2012 in Guatemala

Aerocaribbean wurde 1982 als Empresa Aero gegründet, war im Staatsbesitz der Republik Kuba und nahm am 2. Dezember des gleichen Jahres den Flugbetrieb auf. Die Gesellschaft hatte Flugzeuge vom Typ DC-3, An-26, Il-18, Iljuschin Il-14 und Bristol Britannia auf Flügen innerhalb Kubas und in der Karibik zum Beispiel nach Santo Domingo eingesetzt. In den 2000er-Jahren waren ATR-42/72-Flugzeuge, von anderen Gesellschaften betriebene Boeing 737 sowie Embraer Bandeirante im Einsatz gestanden, dazu eine Yak-40 sowie weiterhin die Iljuschin Il-18 (als Frachter) in Mittelamerika oder nach Venezuela.
In der zweiten Jahreshälfte 2015 fusionierte Aerocaribbean mit der Cubana und wurde aufgelöst.

## Flotte
Im Juli 2015 bestand die Flotte der Aerocaribbean aus sieben Flugzeugen:
| Flugzeugtyp | aktiv | bestellt | Anmerkungen                               |
| ----------- | ----- | -------- | ----------------------------------------- |
| ATR 42-300  | 2     |          | werden nach und nach für Cubana betrieben |
| ATR 42-320  | 1     |          | werden nach und nach für Cubana betrieben |
| ATR 72-212  | 4     |          | werden nach und nach für Cubana betrieben |
| Gesamt      | 7     | –        |                                           |

## Zwischenfälle

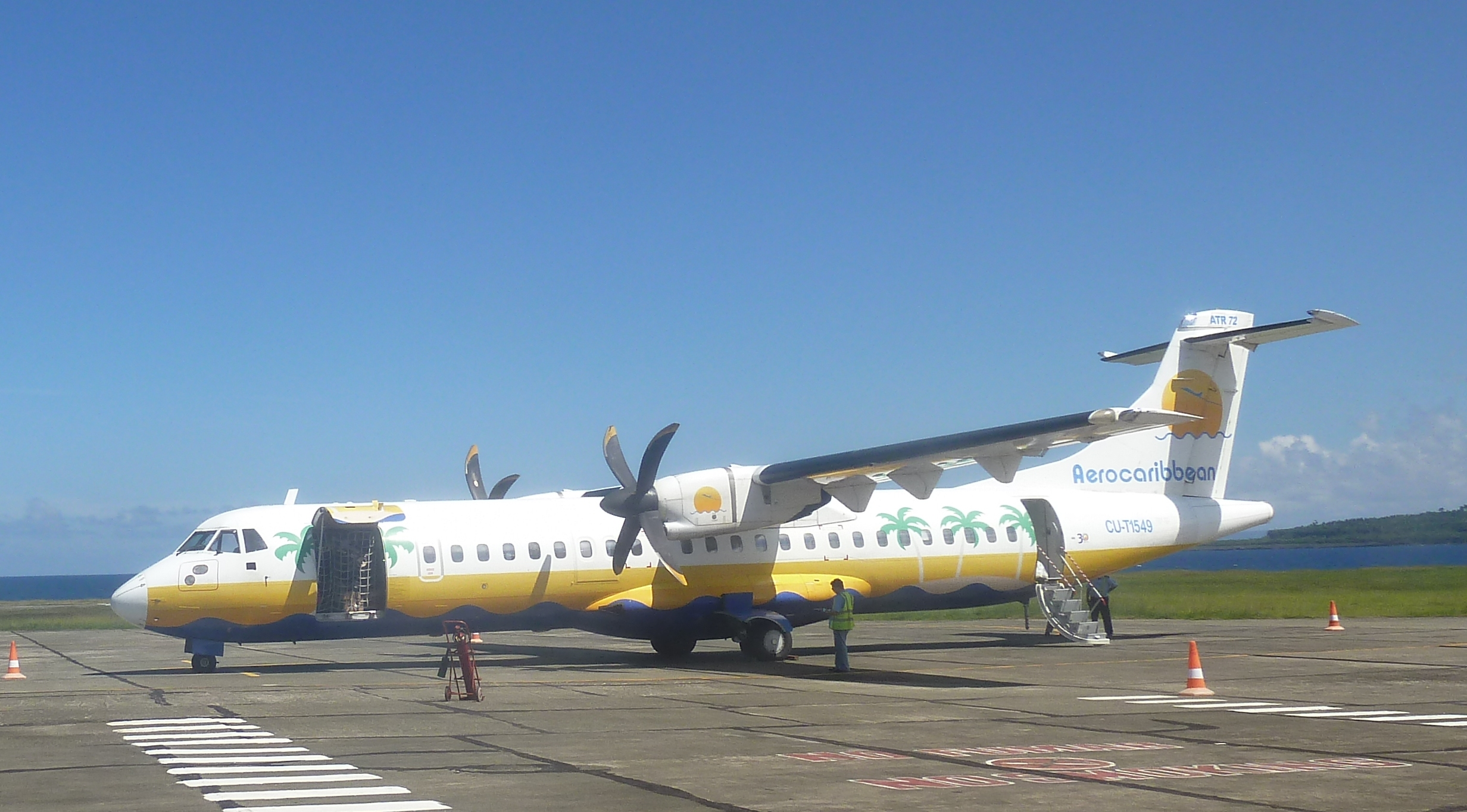
Die im November 2010 verunglückte ATR 72 CU-T1549 der Aerocaribbean

- Am 15. November 1992 wurde eine Iljuschin Il-18D der Aerocaribbean (Luftfahrzeugkennzeichen CU-T1270) beim Anflug auf den Flughafen Puerto Plata (Dominikanische Republik) 14 Kilometer vor dem Ziel in den Berg Isabel de Torres geflogen. Keiner der 34 Insassen überlebte diesen Controlled flight into terrain (CFIT).[10]

- Am 4. November 2010 kamen auf einem Inlandsflug von Santiago de Cuba nach Havanna alle 68 Passagiere und Besatzungsmitglieder ums Leben. Die ATR 72-212 mit dem Luftfahrzeugkennzeichen CU-T1549 schlug nahe der Ortschaft Guasimal im Municipio Sancti Spíritus in Zentral-Kuba auf den Boden auf. Als Ursache wird Vereisung angenommen (siehe auch Aerocaribbean-Flug 883).[11]